# جان پاتریک (بازیکن راگبی)
جان پاتریک (انگلیسی: John Patrick; ۲۵ نوامبر ۱۸۹۸ – ۳۱ مهٔ ۱۹۵۹) بازیکن راگبی ۱۵ نفره اهل ایالات متحده آمریکا بود.